# Ван-Хан
Тоорил (кит.: 王汗; піньінь: Wáng Hàn, Тогорил, Тогрул; ? 1130–1203), більше відомий як Ван-хан (Он-хан) — хан кераїтів у 1165—1203 роках.

## Життєпис
Онук Маркуза Буюрук-хана, син Курджакуз Буюрук (Хурчахус-Буїрух)-хана. В дитинстві був захоплений меркітами однак втік від них в віці 13 років.
Правив кераїтами між 1165 та 1203 роками. Згідно з таємною історією монголів на початку правління знищив двох братів, а його третій брат утік до найманів. Допоміг Чингісханові визволити його дружину Борте, викрадену меркітами.
Історія стосунків Ван-Хана та Чингісхана коротко викладена за польським першоджерелом московським істориком А. Лизловим у «Скіфській історії», написаній наприкінці 1680 року.